# Estación Parque Nacional
Estación Parque Nacional es una estación de tren ubicada dentro del parque nacional Tierra del Fuego, en las afueras de la ciudad de Ushuaia en la Provincia de Tierra del Fuego, Antártida e Islas del Atlántico Sur, Argentina, cerca del límite con Chile; es una estación de trenes de la línea de tren turística llamada Tren del Fin del Mundo.
Esta estación forma parte de una de las tres estaciones que posee el Tren del Fin del Mundo, siendo esta la única ubicada dentro del parque nacional Tierra del Fuego. Se encuentra a la vera de la Ruta Nacional 3. 

## Historia
A finales del siglo XIX el gobierno federal instaló una colonia penal en Ushuaia, arribando los primeros prisioneros condenados en 1884. En 1902 ya era un conjunto de edificaciones para los presidiarios, y se construye un xylocarril de rieles de madera, con trocha de menos de un m para el transporte de materiales, principalmente rocas, arena y leña. Este primer medio de transporte se inició bajo la dirección del ingeniero Catello Muratgia y disponía de una locomotora a vapor que transportaba vagones planos empujados por bueyes, caballos y en ocasiones por los propios presos.
En 1909, el alcalde informó de la necesidad de mejorar el servicio hacia la tracción Decauville de 600 mm de trocha. De este modo, se consiguió hacia fin de año el objetivo. En 1910 el xylocarril fue sustituido definitivamente por el Decauville, un ferrocarril de vías estrechas de metal. El nuevo medio de transporte se convirtió desde ese momento en el medio de transporte más importante de la ciudad de Ushuaia. En este período, se contó con 2 locomotoras para transportar a los presos diariamente, mientras recogen el material recolectado durante su jornada laboral. En su recorrido conectaba la prisión con el bosque y pasaba a lo largo de la costa en frente al creciente pueblo de Ushuaia. Fue conocido como Tren de Los Presos, llevaba tanto madera para calefacción y cocina como para la construcción.
La vía férrea fue paulatinamente extendiéndose más dentro del bosque, en áreas remotas a medida que la madera se agotaba. Llegó hasta el valle del río Pipo en terrenos más altos. Paulatinamente, la constante edificación llevó a las autoridades del Presidio a poner a los prisioneros en muchos servicios. En 1913 el ferrocarril ya con los rieles tipo Decauville, se desarrolló rápidamente: la red se extendió 25 kilómetros sobre las cuestas del Monte Susana, adentro del valle del Río Pipo y llegó hasta el Cañadón del Toro (hoy Parque Nacional). Esto se logró con el aumento en número de máquinas y vagones. El pequeño ferrocarril tuvo como propietario al Ministerio de Justicia, Servicio Penitenciario. De este modo, en su máxima extensión llegó a dividirse en dos ramales hacia lo que hoy es el Parque Nacional. La cárcel contó también con varias en embarcaciones siendo la más conocida " La Godoy ".
En 1947, el gobierno de Juan Perón y su Director del Servicio Penitenciario Federal Roberto Pettinato clausuraron el presidio por razones humanitarias y lo reemplazaron por una base naval. Las instalaciones fueron transferidas al Ministerio de Marina y en ellas se instaló la Base Naval en 1950. Sin embargo, el ferrocarril continuó operando un tiempo más para los aserraderos locales; aunque ya estaba muy deteriorado y solo una máquina sobrevivía en sus últimos años. Esto concuerda con la instalación en proximidades de esta estación del aserradero Lombardich. Aun en la actualidad, este sector aún evidencia las huellas de las talas efectuadas en la época del ferrocarril.
Dos años más tarde el Terremoto de Tierra del Fuego de 1949 bloqueó y destruyó mucho de la línea, especialmente en el área del cañadón al causar derrumbes sobre la vía en las zonas montañosas. No hubo ninguna preocupación del gobierno por despejarla y reconstruirla. El servicio se hizo inviable y se cerró en 1952.
La empresa Tranex reabrió este punto como punta de riel a partir de la reapertura de 1994. Por su ubicación, es la estación ferroviaria más austral del mundo.

## Imágenes

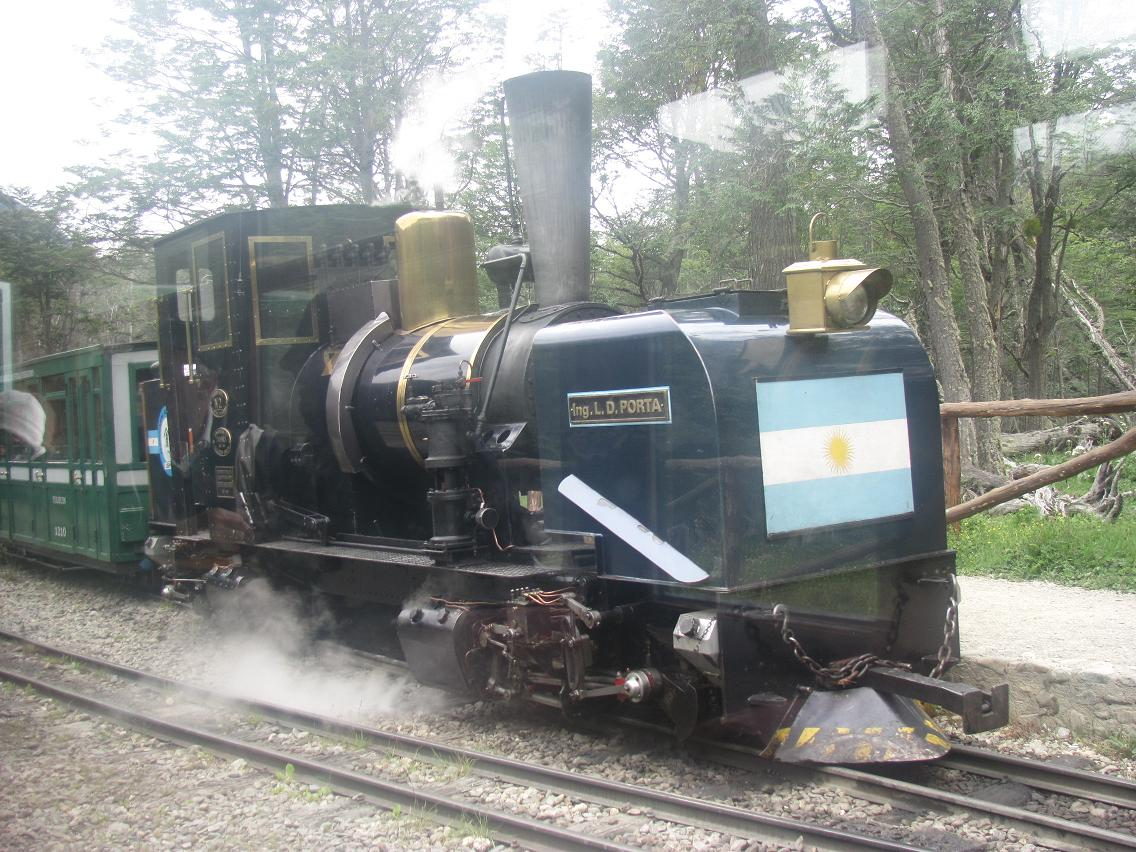
Una formación detenida
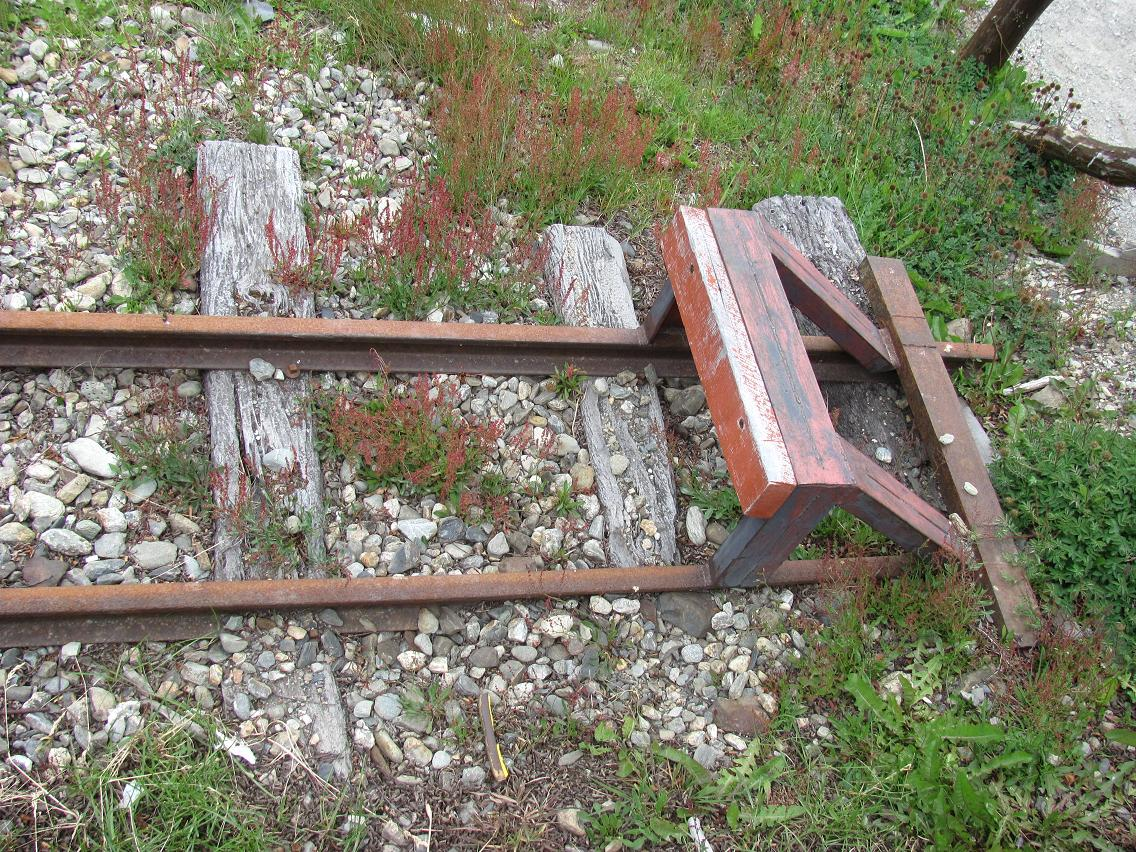
Paragolpes en la estación
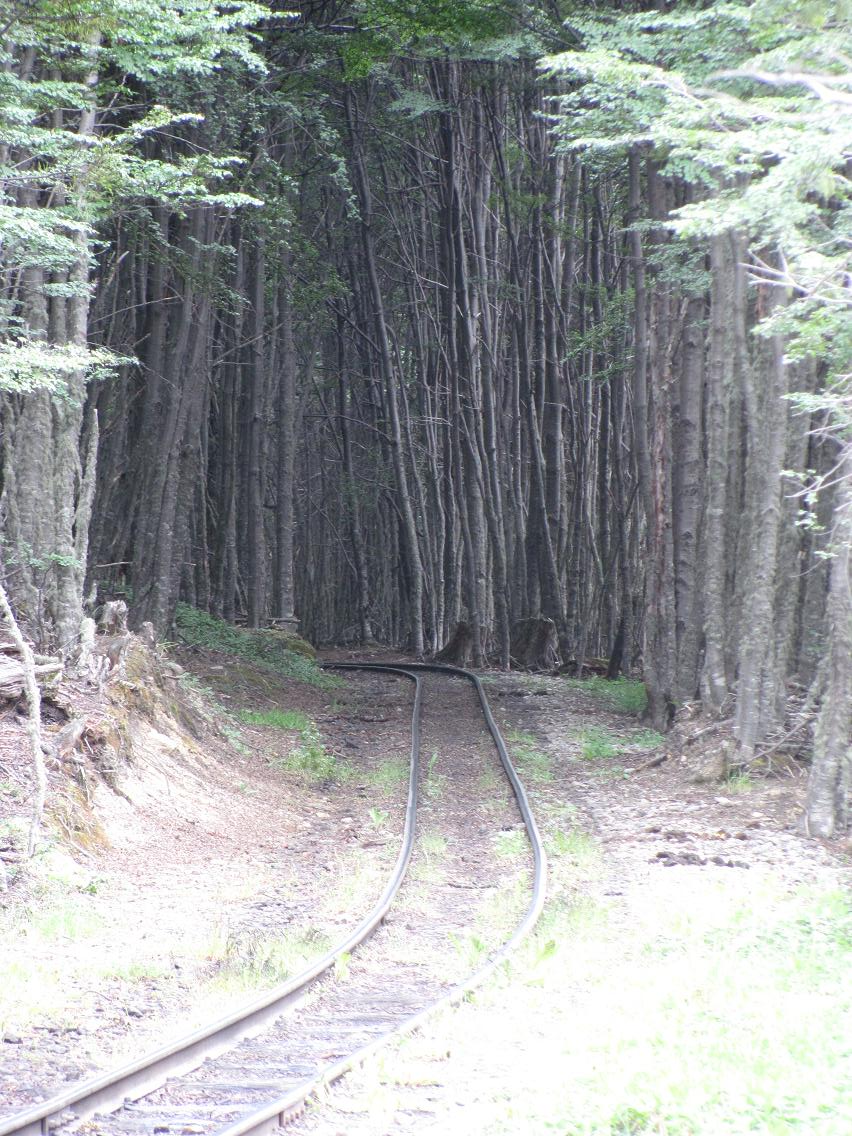
Ingreso a la estación